# Phare de la Garoupe
Le phare de la Garoupe est un phare français du cap d'Antibes sur la mer Méditerranée, situé à Antibes dans les Alpes-Maritimes. Il est recensé à l'Inventaire général du patrimoine culturel depuis 2003.

## Histoire

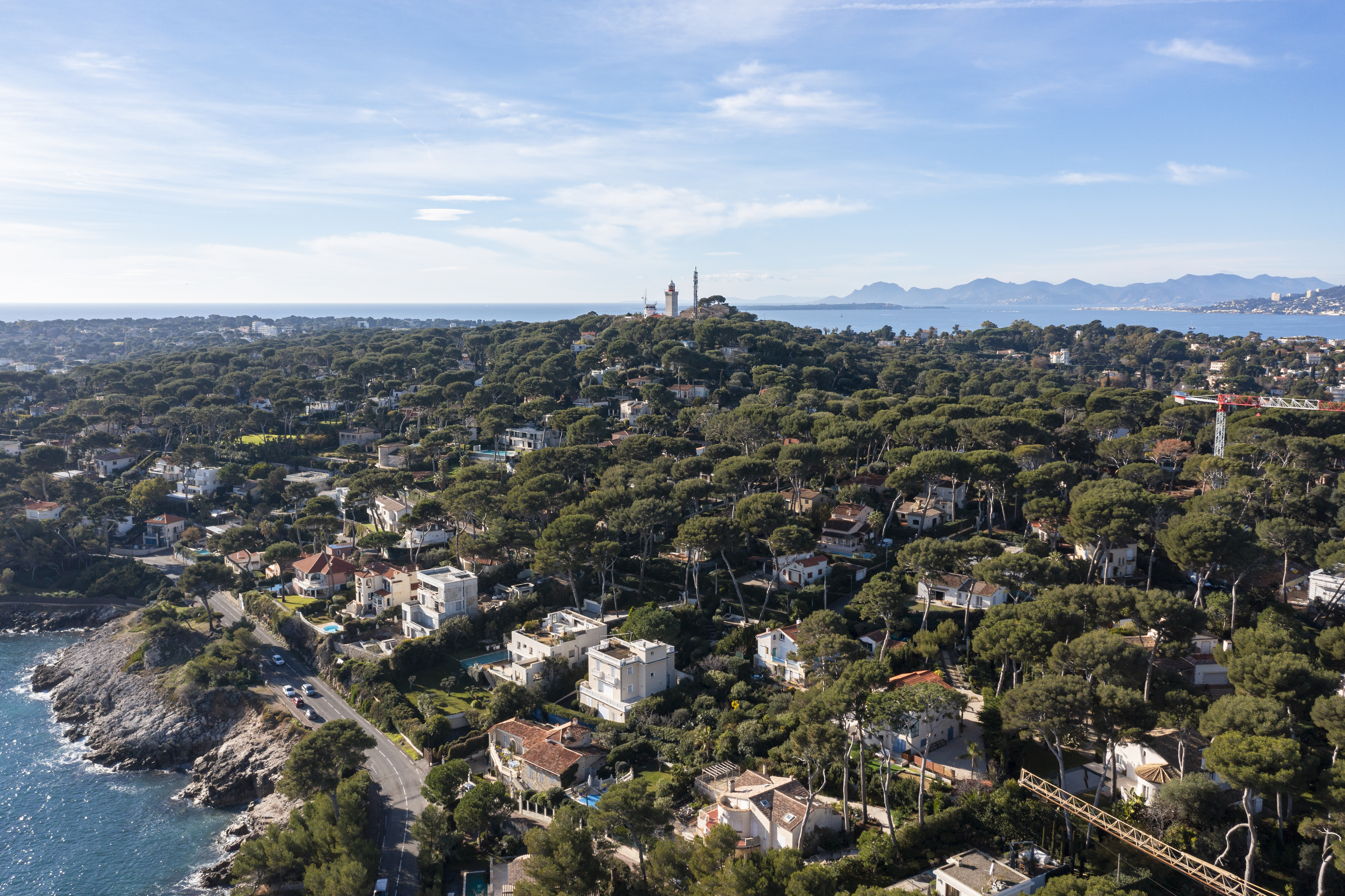
Le phare de la Garoupe au sommet du plateau de la Garoupe du cap d'Antibes.

Un premier phare est inauguré en 1837, sur l'emplacement d'une précédente tour,, voisin des église Notre-Dame de la Garoupe et sémaphore de la Garoupe du sommet du plateau de la Garoupe de la presqu'île du cap d'Antibes, face à la mer Méditerranée, entre la baie des Anges de Nice, la rade du port Vauban d'Antibes et la baie de Golfe-Juan. Il est détruit en août 1944 durant la Seconde Guerre mondiale par l'armée allemande, puis reconstruit en 1948 avec 29 m de hauteur.
C'est un des principaux phares les plus puissants de la côte méditerranéenne, qui culmine à 103 m d'altitude, avec un ampoule de 400 watts et une intensité lumineuse de 2 300 000 candelas. Situé non loin de l'aéroport de Nice-Côte d'Azur, le signal du feu est composé de deux éclats blancs successifs, sur une période de 10 secondes, avec une portée lumineuse maritime d'environ 50 km (28 milles marins) et de plus de 100 km pour les avions. Il est également équipé d'un radiophare voisin d'une portée de 180 km.

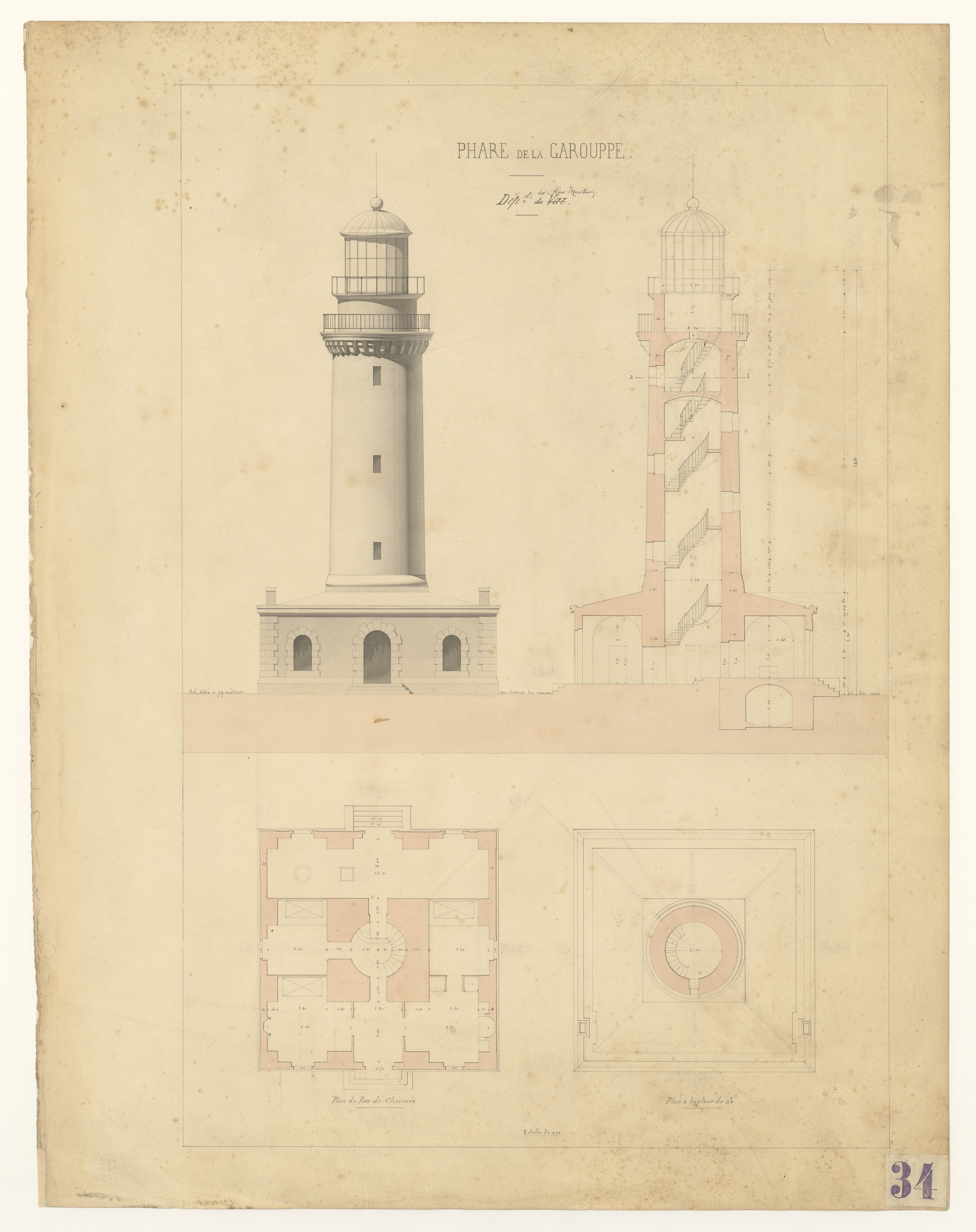
Plan
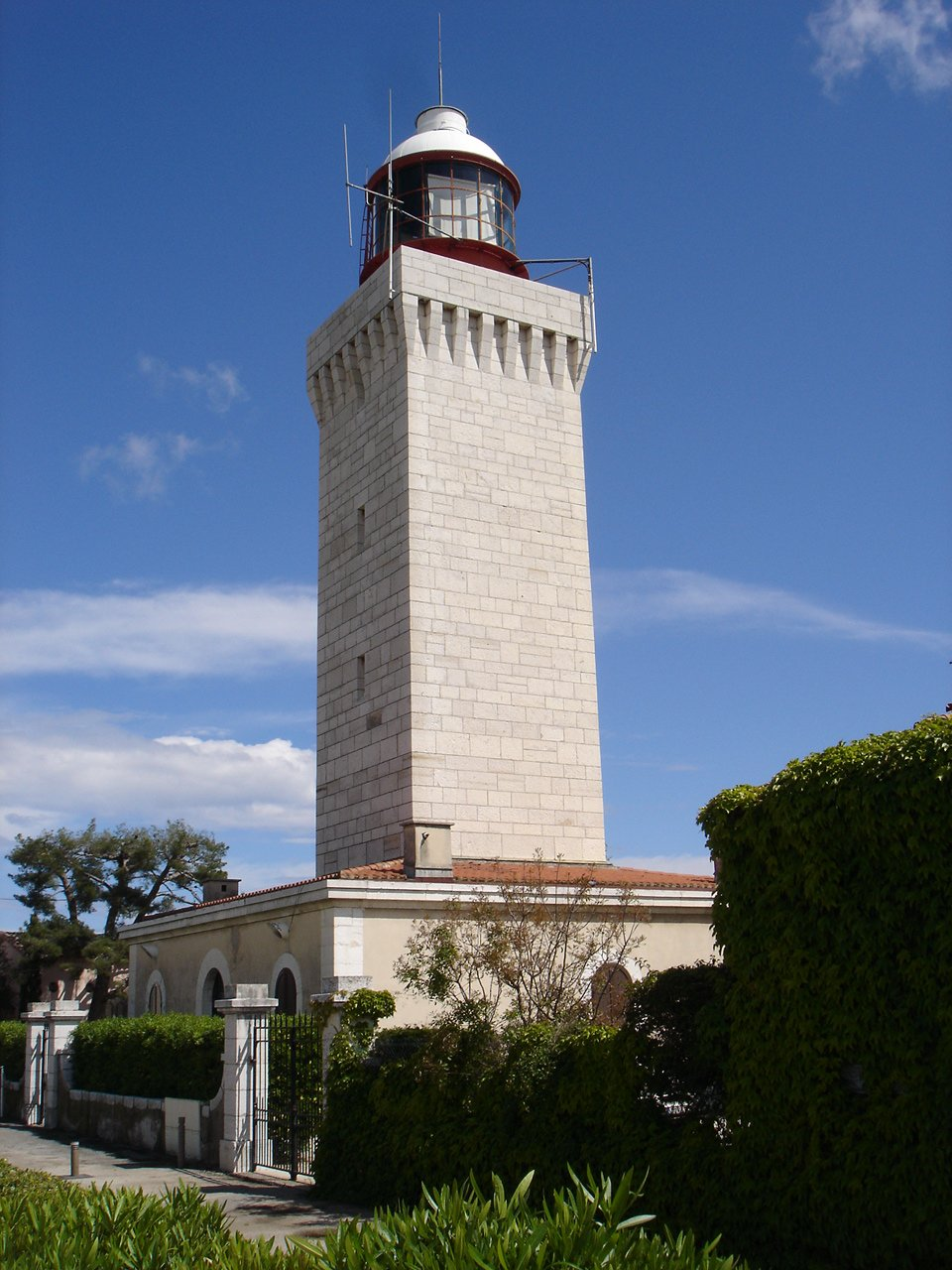
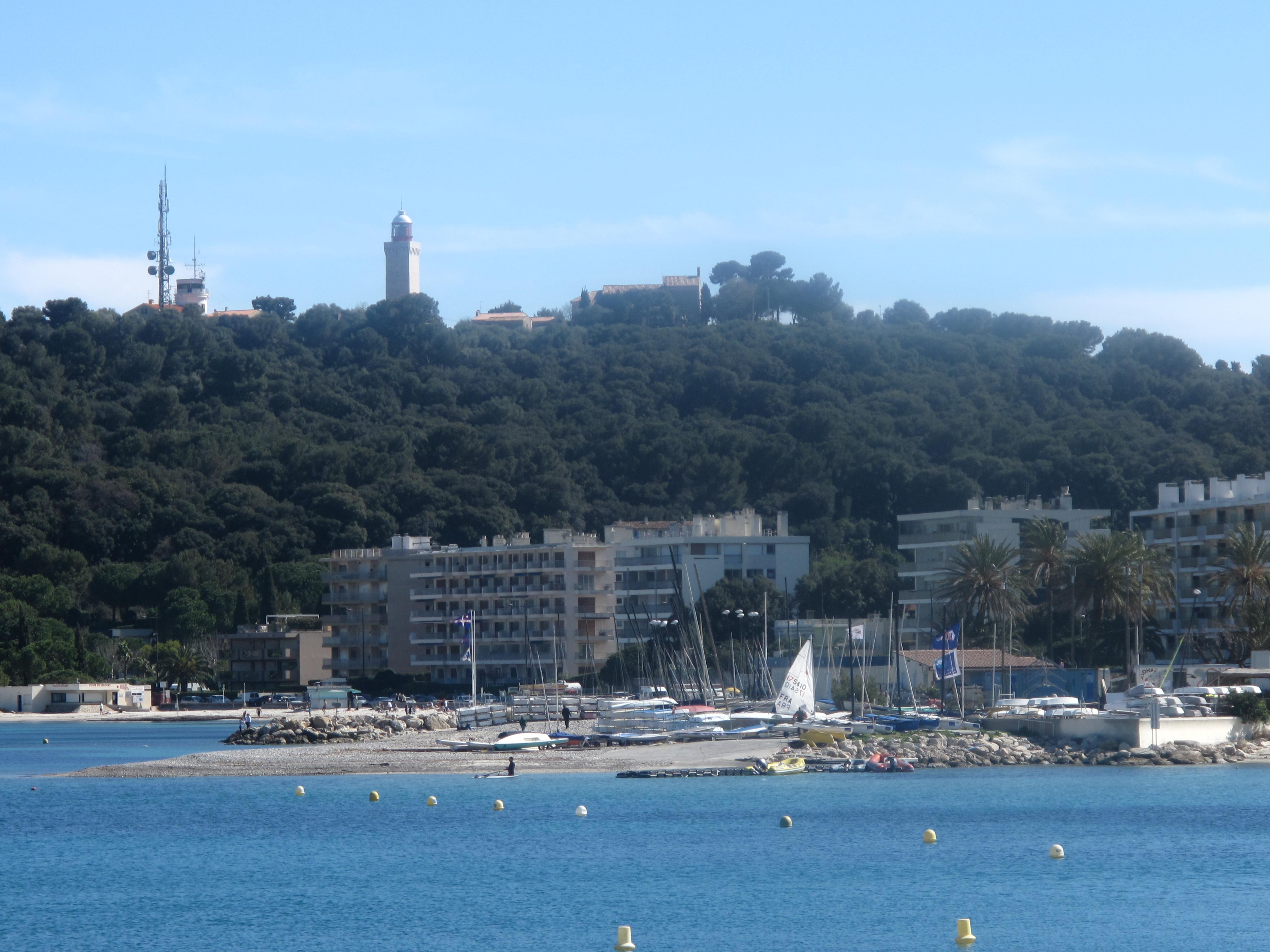
Vu depuis Antibes
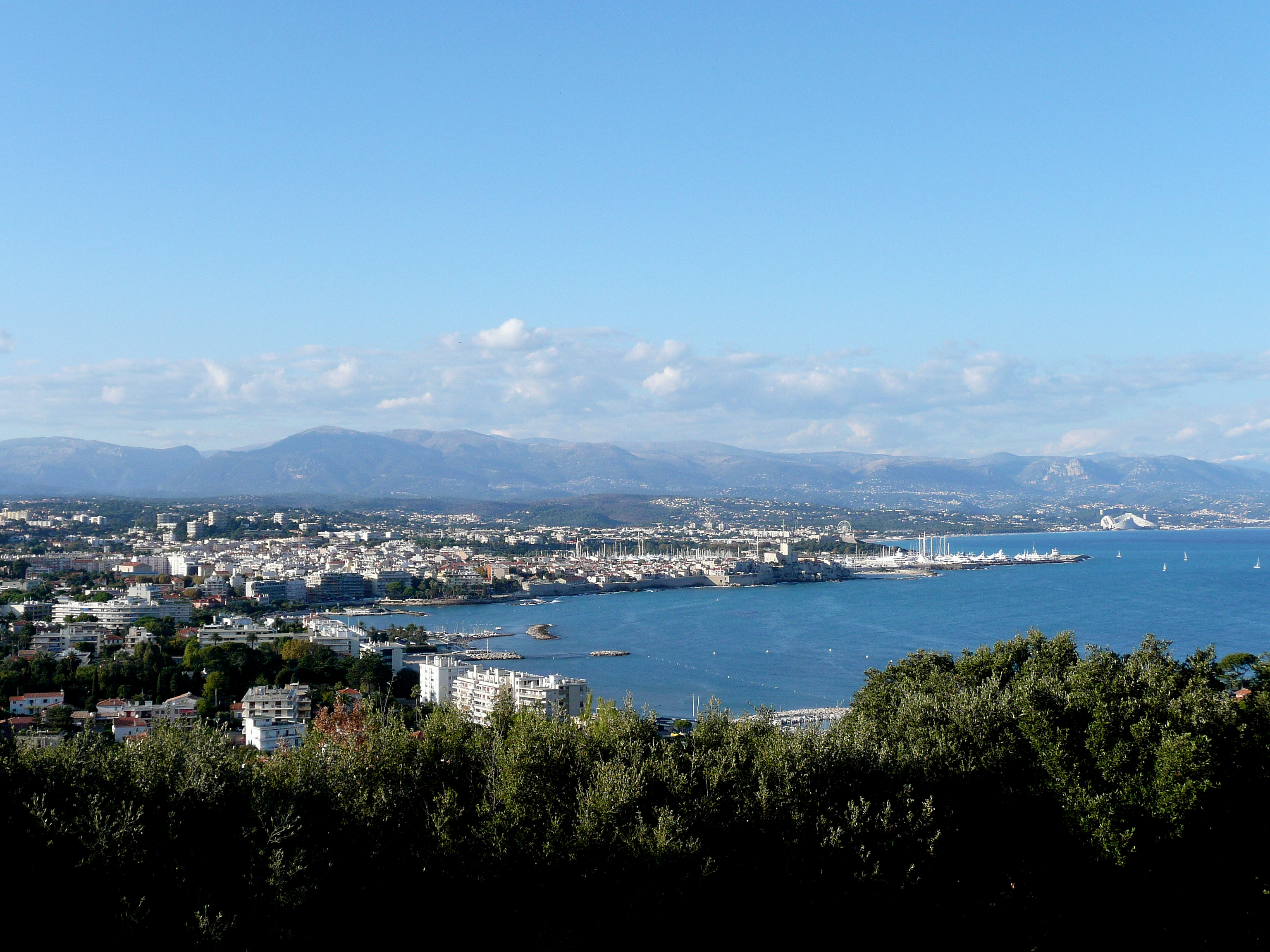
Vue la rade et le port Vauban d'Antibes

Les lentilles de Fresnel en cristal, tournent sous l'action d'un petit moteur électrique, sur un bain de 60 litres de mercure. Bien que le poids de l'optique soit de 2,5 tonnes, il peut être tourné à la main sans effort.
En contrebas du phare s'étend le bois de la Garoupe, un domaine public de neuf hectares acquis par le Conservatoire du littoral et géré par la municipalité d'Antibes.